# Собака Баскервилей (фильм, 2000)
«Собака Баскервилей» (англ. The Hound of the Baskervilles) — канадский телевизионный фильм 2000 года, режиссёра Родни Гиббонса, снятый по одноимённому роману сэра Артура Конан Дойля. Главные роли исполнили Мэтт Фрюэр и Кеннет Уэлш. Первый из серии четырёх канадских фильмов о Шерлоке Холмсе.

## Сюжет
Происходит загадочная смерть сэра Чарльза Баскервилля. Местные жители связывают его гибель с родовым проклятием, преследующим семью уже двести лет: огромная собака, бродящая по болотам, ждёт своего часа, и расправляется с любым из Баскервилей.
После смерти сэра Чарльза, в Баскервилль-холл приезжает последний из этого старинного рода, сэр Генри, племянник покойного. Шерлок Холмс и доктор Ватсон, ведущие расследование дела о смерти сэра Чарльза, не без основания полагают, что единственному наследнику Баскервиль-холла грозит серьёзная опасность.
Знаменитый сыщик посылает доктора Ватсона в поместье опекать сэра Генри. А сам, по официальным данным, собирается вести расследование с Бейкер-стрит, хотя на самом деле легендарный криминалист под видом бродяги прячется в болотах. Холмс, которого не убеждают сверхъестественные объяснения произошедшего, блестяще проводит расследование этого запутанного преступления, доказывая неоспоримые преимущества своего дедуктивного метода…

## В ролях
- Мэтт Фрюэр — Шерлок Холмс
- Кеннет Уэлш — доктор Ватсон
- Джейсон Лондон — сэр Генри
- Эмма Кэмпбелл — Берилл Степлтон
- Гордон Мастен — доктор Мортимер
- Робин Уилкок — Степлтон
- Артур Холден — мистер Джон Бэрримор
- Лени Паркер — миссис Бэрримор
- Бен Готье — сэр Хьюго
- Джон Данн-Хилл — Фрэнкленд
- Джо Кобден — Перкинс
- Джейсон Кавалье — Сэлдон
- Линда Смит — миссис Лора Лайонс
- Бэрри Балдаро — сэр Чарльз
- Натали Джирард
- Грег Крамер (англ.)

## Награды
В 2001 году фильм был награждён премией «Джемини» за лучший дизайн костюмов (Рени Эйприл). 